# Ivan Kantakuzen
Ivan Kantakuzen (Iωάννης Καντακουζηνός) bio je grčki plemić čiji je naslov bio pansebastos sebastos. Bio je rani pripadnik kuće Kantakuzeni te se ne zna tko su mu bili roditelji i kada je i gdje točno rođen.
Bio je vojni zapovjednik, a borio se protiv Srba, Mađara i Pečenega 1150. – 1153.
Izgubio je prste na jednoj ruci.
1155. je otišao u Beograd.
Ubijen je u bici kod Myriokephalona, boreći se protiv Seldžuka.

## Obitelj
Ivanova je supruga bila Marija Komnena, a otac joj je bio Andronik Komnen (sin Ivana II.). Marija je Ivanu rodila Manuela, koji je bačen u zatvor.
Irena Komnena, kojoj je muž bio Aleksije Paleolog, bila je vrlo vjerojatno kći Ivana i Marije. Irenin je sin bio Andronik Paleolog (megas domestikos), otac Mihaela VIII.